# Dimorphanthera continua
Dimorphanthera continua är en ljungväxtart som först beskrevs av P.F.Stevens, och fick sitt nu gällande namn av P.F.Stevens. Dimorphanthera continua ingår i släktet Dimorphanthera och familjen ljungväxter. Inga underarter finns listade i Catalogue of Life.